# Drosophila bocainoides
Drosophila bocainoides este o specie de muște din genul Drosophila, familia Drosophilidae, descrisă de Carson în anul 1954. Conform Catalogue of Life specia Drosophila bocainoides nu are subspecii cunoscute.